# 하록
하록(일본어: ハーロック 하롯쿠[*])은 마츠모토 레이지 만화, 애니메이션 작품 등에 등장하는 가공의 인물이다.